# USS Sides (FFG-14)
O USS Sides foi a oitava fragata de mísseis teleguiados da Classe Oliver Hazard Perry da Marinha dos Estados Unidos e foi batizado em homenagem ao almirante John H. Sides.
Encomendado aos Estaleiros Todd, em San Pedro, na Califórnia, a 27 de Fevereiro de 1976 como parte do programa FY76, o USS Sides foi construído a 7 de Agosto de 1978 e lançado ao mar nove meses depois. Entrou ao serviço a 30 de Maio de 1981. Notabilizou-se, sobretudo, por pertencer ao sistema Surface Action Group, tendo como companheiro o cruzador USS Vincennes quando o voo Iran Air 655 foi abatido. 